# Ben-Erik van Wyk
Ben-Erik van Wyk (Bellville, 27 december 1956) is een Zuid-Afrikaanse botanicus.
In 1979 behaalde hij een B.Sc. aan de Universiteit van Stellenbosch in de bosbouw en natuurbescherming. In 1983 slaagde hij hier cum laude voor zijn M.Sc. In 1989 promoveerde hij aan de Universiteit van Kaapstad met het proefschrift A taxonomic study of the genus Lotononis (DC.) Eckl. & Zeyh. (Fabaceae, Crotalarieae).
Sinds 1984 gaf Van Wyk les aan de Randse Afrikaanse Universiteit, waar hij vanaf 1990 hoogleraar was. Vanaf 2005 is hij hoogleraar aan het Department of Botany and Plant Biotechnology van de Universiteit van Johannesburg, waarin de Randse Afrikaanse Universiteit is opgegaan.
Van Wyk houdt zich bezig met onderzoek op het gebied van systematiek, taxonomie en chemotaxonomie van Afrikaanse plantenfamilies en dan met name de familie Apiaceae, de familie Leguminosae en de familie Asphodelaceae. Daarnaast richt hij zich op medicinale planten en etnobotanie, waaronder etnobotanie van de Khoisan en Afrikaners uit de West-Kaap. Ook houdt hij zich bezig met kwaliteitscontrole en productontwikkeling van producten uit medicinale planten en met de ontwikkeling van gewassen.
Van Wyk is lid van diverse organisaties, waaronder de Aloe Council of South Africa (voorzitter), de American Society of Plant Taxonomists, de Botanical Society of America, het Indigenous Plant Use Forum (voorzitter sinds 1996), de Association for African Medicinal Plant Standards, Briza Publications CC en het Presidential Task Team on African Traditional Medicine.
Van Wyk heeft meerdere onderscheidingen ontvangen, waaronder de Schlich Medal in 1980, de FRD President's Award in 1991, de Havenga Prys vir Biologie van de Suid-Afrikaanse Akademie vir Wetenskap en Kuns in 2006, de SAAB Silver Medal van de South African Association of Botanists in 2007 en de Erepenning van die Fakulteit Natuurwetenskap en Tegniek van de Suid-Afrikaanse Akademie vir Wetenskap en Kuns in 2011. 

## Publicaties
Van Wyk is (mede)auteur van meer dan tweehonderd artikelen in wetenschappelijke tijdschriften als American Journal of Botany, Annals of the Missouri Botanical Garden, Biochemical Systematics and Ecology, Journal of Ethnopharmarmacology, Nordic Journal of Botany, Taxon, South African Journal of Botany en Systematic Botany. Hij is de (mede)auteur van meer dan 180 botanische namen.
Daarnaast is Van Wyk de (mede)auteur van meerdere boeken, waaronder: 
- A synopsis of the genus Lotononis (Fabaceae: Crotalarieae) (1991)
- Guide to the aloes of South Africa (met G.F. smith, 1996, 2004)
- Medicinal Plants of South Africa (met B. van Oudtshoorn & N. Gericke, 1997, 2000)
- Mesembs of the World: Illustrated Guide to a Remarkable Succulent Group (met G.F. Smith, P. Chesselet, E. van Jaarsveld, H. Hartmann, S. Hammer, P. Burgoyne, C. Klak & H. Kurzweil, 1998)
- People's Plants: a guide to useful plants of southern Africa (met N. Gericke, 2000)
- Succulents of South Africa: a guide to regional diversity (met G.F. Smith, P. Chesselet & E. van Jaarsveld, 2000)
- Photographic guide to trees of southern Africa (met B. van Wyk & P. van Wyk, 2000, 2008)
- Poisonous Plants of South Africa (met F.R. van Heerden & B. van Oudtshoorn, 2002)
- Medicinal Plants of the World (met N. Wink, 2004)
- Food Plants of the World (2005)
- Guide to Garden Succulents (met G.F. smith, 2005)
- Mind-Altering and Poisonous Plants of the World (met M. Wink, 2008)
- The Garden Succulents Primer (met G.F. Smith, 2008)
- Fotogids tot Bome van Suider-Afrika (2008, met B. van wyk & P. van Wyk) en
- Muthi and Myths of the African Bush: From the African Bush (2008, met H. Dugmore).

Boeken van Van Wyk zijn naast de Engelstalige edities, verschenen in het Afrikaans, Duits, Pools en Koreaans.